# Долматов, Дмитрий Иванович
Дмитрий Иванович Долматов (1893—1920) — русский революционер, большевик.

## Биография
Родился в 1893 году в деревне Кожино Галичского уезда Костромской губернии.
Учился в Петроградском университете.
Служил в царской армии, дослужился до звания прапорщика.
Участвовал в Февральской и Октябрьской революциях, штурмовал Зимний дворец, в 1917 году вступил в партию большевиков.
После установления Советской власти Долматов был избран заместителем председателя Галичского уездного исполкома. С марта по май 1919 года работал председателем Костромского губисполкома, затем некоторое время был комиссаром 40-х Костромских пехотно-инструкторских командных курсов.
Скончался в мае 1920 года от сыпного тифа, похоронен у братской могилы периода Великой Отечественной войны на проспекте Мира в Костроме.
В честь Долматова названа улица в Костроме.